# الثمد (شمال سيناء)
الثمد إحدى قرى مركز نخل التابع لمحافظة شمال سيناء بجمهورية مصر العربية.